# Гриньково (Вологодская область)
Гриньково — деревня в Бабаевском районе Вологодской области.
Входит в состав Тороповского сельского поселения, с точки зрения административно-территориального деления — в Тороповский сельсовет.
Расстояние по автодороге до районного центра Бабаево составляет 32 км, до центра муниципального образования деревни Торопово — 6 км. Ближайшие населённые пункты — Бардинское, Васильевское, Горка, Замошье, Карпово, Кузовлево, Плаксино, Степаново, Ципелево.
Население по данным переписи 2002 года — 1 человек.